# Nowotajmasowo
Nowotajmasowo (ros. Новотаймасово) – wieś (sieło) w Rosji, w Baszkortostanie, w rejonie kujurgazińskim. W 2010 liczyła 579 mieszkańców.